# Jean-Jacques Schweitzer
Jean-Jacques Schweitzer (* 10. Januar 1920 in Straßburg, Département Bas-Rhin; † 1993) war ein französischer Seeoffizier der Marine, der zuletzt als Vizeadmiral (Vice-amiral d’escadre) zwischen 1976 und 1980 stellvertretender Chef des Generalstabes des Marine (Major général de la Marine) war.

## Leben
Jean-Jacques Schweitzer begann nach dem Schulbesuch 1938 seine Offiziersausbildung als Angehöriger des nach Francis Garnier benannten Jahrgangs PROMOTIONS „Francis Garnier“ an der Marineschule (École Navale) und wurde nach deren Abschluss am 5. Januar 1940 zum Leutnant zur See (Enseigne de vaisseau de deuxième classe) sowie am 15. Juni 1941 zum Oberleutnant zur See (Enseigne de vaisseau de première classe) befördert. Nach verschiedenen Verwendungen als Seeoffizier erfolgte am 8. April 1947 seine Beförderung zum Kapitänleutnant (Lieutenant de Vaisseau) sowie am 1. Februar 1956 zum Korvettenkapitän (Capitaine de Corvette). Nach weiteren Verwendungen als Seeoffizier und Stabsoffizier wurde er zum Fregattenkapitän (Capitaine de Frégate) und war unter anderem zwischen dem 16. November 1964 und dem 27. November 1965 Kommandant des Zerstörers Casabianca. Nach seiner Beförderung zum Kapitän zur See (Capitaine de Vaisseau) fungierte er vom 17. September 1969 bis zum 13. November 1970 als Kommandant des Leichten Kreuzers De Grasse.
Nach weiteren Verwendungen wurde Schweitzer als Flottillenadmiral (Contre-amiral) am 1. September 1973 erster Kommandierender Admiral der Marinestreitkräfte im Indischen Ozean ALINDIEN (Commandants les forces maritimes françaises en océan Indien) und bekleidete diese Verwendung bis zum 15. November 1975, woraufhin Flottillenadmiral André Maler seine Nachfolge antrat. In dieser Verwendung wurde er zuletzt zum Konteradmiral (Vice-amiral) befördert und übernahm 1976 als Nachfolger von Konteradmiral André Wolff den Posten als stellvertretender Chef des Generalstabes des Marine (Major général de la Marine) und hatte diesen bis zu seinem Ausscheiden aus dem aktiven Militärdienst 1980 inne. 1979 wurde er zum Vizeadmiral (Vice-amiral d’escadre) befördert. Sein Nachfolger als stellvertretender Chef des Generalstabes des Marine wurde 1980 Konteradmiral Philippe Ausseur. Für seine Verdienste wurde er Kommandeur der Ehrenlegion.